# Guerra civile in Suriname
La guerra civile del Suriname (in olandese Binnenlandse Oorlog, "guerra interna") è un conflitto avvenuto in Suriname fra il 1986 ed il 1992 fra le forze governative, comandate da Dési Bouterse (di fatto anche dittatore del Suriname in seguito al golpe dei sergenti) e i Jungle Commando capitanati da Ronnie Brunswijk, di origine maroon e precedente guardia del corpo di Bouterse, per il controllo della porzione orientale del Paese e dei redditizi traffici di cocaina che qui avvenivano.
La guerra civile del Suriname ha causato gravi danni alle infrastrutture e alla popolazione civile (in particolare a subirne le conseguenze sono stati i cimarroni delle comunità Ndyuka), con bombardamenti indiscriminati su villaggi o infrastrutture e rappresaglie dell'una o dell'altra fazione sui civili. Ad esempio, il 29 novembre 1986 le truppe governative invasero il villaggio di Moiwana alla ricerca di Brunswijk, dando alle fiamme le abitazioni ed uccidendo almeno 39 civili, in maggioranza donne e bambini. Altri episodi di violazioni dei diritti umani da parte dei militari sono stati registrati ad Albina (dicembre 1986), Pokigron (11 settembre e 31 dicembre 1987 con uccisione di 7 civili, 23 aprile 1989 col rogo del villaggio) e Apoera (nel 1990, con 4 indiani sospettati di tradimento vennero giustiziati mediante l'uso di motoseghe).

Il periodo più cruento del conflitto è stato quello compreso fra il 1986 ed il 1989, mentre a partire dal marzo 1991 vennero intavolate le trattative di pace fra i guerriglieri e le forze governative, culminate con la pace firmata nel maggio del 1992 a Kourou fra guerriglieri e forze governative, e ratificata l'8 agosto 1992 dal presidente Ronald Venetiaan.
Nel 2010 è emerso che il governo dei Paesi Bassi aveva progettato e pianificato, sotto invito dell'allora primo ministro surinamense Pretaap Radhakishun e di altri due membri del governo, di invadere il Paese (avendo come pretesto la sicurezza dei propri cittadini residenti nel Paese, sul modello dell'Operazione Drago Rosso dei belgi in Congo) e rovesciare Bouterse nell'ottobre del 1986, occupando l'Aeroporto Internazionale Johan Adolf Pengel e la capitale Paramaribo con 850 marines e 16 elicotteri, oltre a materiale logistico proveniente dagli Stati Uniti, i quali avevano anche fornito un elenco di possibili rifugi del dittatore. Il piano venne tuttavia abbandonato per le difficoltà logistiche e l'alta probabilità di causare gravi danni alla popolazione locale.
Una delle conseguenze della guerra è stato l'esodo in massa della popolazione, soprattutto dalla porzione orientale del Paese, maggiormente colpita dal conflitto: una quantità di persone stimata fra un terzo e la metà della popolazione dello Stato, comunque non inferiore alle 25 000 unità, è emigrata o si è spostata nei Paesi limitrofi con lo status di rifugiato. Le mete principali dell'esodo surinamense sono state i Paesi Bassi, la Guyana francese (dove si sono spostati praticamente tutti i cimarroni dei gruppi Ndyuka e Paramaccani, oltrepassando il fiume Maroni a bordo di piroghe e stabilendosi a Saint-Laurent-du-Maroni), gli Stati Uniti e le periferie della capitale Paramaribo (soprattutto Paramaccani).

Sebbene manchino dati ufficiali sui deceduti durante il conflitto, Bouterse ha parlato di 87 soldati caduti e di una sessantina di guerriglieri deceduti durante il conflitto, mentre fra la popolazione civile si contano almeno 300 morti.